# Teodora (żona Romana I)
Teodora (zm. 922) – cesarzowa bizantyńska.

## Życiorys
Była żoną Romana I Lekapena. Mieli 6 dzieci:
- Krzysztofa Lekapena, współcesarza w latach 920–931, męża Augusty Zofii, ojca Marii (Ireny) – żony Piotra I Bułgarskiego,
- Stefana Lekapena, współcesarza w latach 924–945 (zm. 967),
- Konstantyna Lekapena, współcesarza w latach 924–945 (zm. 946),
- Teofilakta Lekapena, patriarchę Konstantynopola,
- Helenę Lekapenę, żonę cesarza Konstantyna VII Porfirogeneta,
- Agatę Lekapenę, żonę Romana Argyrosa, babcię cesarza Romana III Argyrosa.

Jej koronacja w 920 była wyrazem założenia nowej dynastii – Lekapenów